# Lophiosilurus alexandri
Lophiosilurus alexandri is een straalvinnige vissensoort uit de familie van de antennemeervallen (Pseudopimelodidae). Het geslacht Lophiosilurus en de soort is voor het eerst wetenschappelijk beschreven in 1876 door Franz Steindachner. Hij noemde de soort naar Alexander Agassiz. Het is de enige soort uit het monotypische geslacht Lophiosilurus.
De vissen kunnen 72 centimeter lang en 5 kg zwaar worden. Ze komen voor in het bekken van de São Francisco-rivier in Brazilië.